# Fanti (cognome)
Fanti è un cognome di lingua italiana.

## Varianti
Bonfanciullo, Bonfante, Bonfanti, Bonfantini, De Fant, Del Fante, Fancelli, Fancello, Fanciullacci, Fanciulli, Fanciullo, Fant, Fantacchiotti, Fantacci, Fantazzi, Fantazzini, Fante, Fantetti, Fantin, Fantinato, Fantinelli, Fantini, Fantino, Fantocci, Fantoli, Fantolini, Fanton, Fantoni, Fantozzi, Fantucci, Fantus, Fantuz, Fantuzzi, Infante, Infanti, Infantino, Infantolino, Infantozzi, Mezzofante, Mezzofanti.

## Origine e diffusione
Cognome tipicamente centro-settentrionale, è presente prevalentemente in Toscana.
Potrebbe derivare dal prenome Fante e da sue varianti, dal latino infans, "infante". Il significato è affine a quello di cognomi come Giovine e Ragazzi e opposto a quello di Senatori e Vecchi.
La variante Fante è toscana; Infante è campano; Infanti è siciliano.

## Persone
- Franco Fanti (1924-2007) – ciclista su strada italiano
- Giorgio Fanti (1945) – ex calciatore italiano
- Guido Fanti (1925-2012) – politico italiano
- Manfredo Fanti (1806-1865) – generale e politico italiano